# Rafael Əmirbəyov
Rafael Əmirbəyov (Qusar, 23 febbraio 1976) è un ex calciatore azero, di ruolo difensore.